# John Clarke Slater
John Clarke Slater, ameriški fizik in kemik, * 22. december 1900, Oak Park, Illinois, ZDA, † 25. julij 1976, Sanibel Island, Florida, ZDA.

## Življenje in delo
Slater je študiral na Univerzi v Rochesterju kjer je leta 1920 diplomiral. Leta 1923 je doktoriral na Univerzi Harvard pod Bridgmanovim mentorstvom. Nato je študiral na Univerzi v Cambridgeu in spet na Harvardu. V letu 1924 je sodeloval z Nielsom Bohrom in Kramersom pri razdelavi teorije BKS, ki je dala zagon Heisenbergovi polni kvantni mehaniki.
Med letoma 1930 in 1966 je bil Slater profesor fizike na Tehnološkem inštitutu Massachusettsa. Na Comptonovo pobudo je Slater postal predstojnik oddelka. Zatem je odšel na Univerzo Floride kjer je bil med letoma 1966 in 1976 raziskovalni profesor za fiziko in kemijo.
Leta 1929 je podal pripravno metodo za predstavitev antisimetričnih valovnih funkcij za fermione s pomočjo determinant. Te determinantne funkcije so znane kot Slaterjeve determinante.
Znan je tudi po leta 1930 vpeljanih eksponentnih funkcijah, ki opisujejo atomske orbitale. Funkcije so postale znane kot orbitale Slaterjevega tipa. Formuliral je pravila za vrednosti eksponentov teh funkcij, na katere je gledal kot na jedrske naboje, ki jih deloma zakrivajo elektroni.
Slater je pomagal pri sprejetju Feynmana na Univerzi Princeton.
Njegov doktorski študent Shockley je za svoje delo iz fizike trdnin leta 1956 prejel Nobelovo nagrado za fiziko.
Njegove članke je Ameriškemu filozofskemu društvu zapustila njegova žena Rose Mooney Slater leta 1980 in 1982. Avgusta 2003 je Alfred Switendick podaril zbirko Quarterly Reports of the MIT Solid State and Molecular Theory Group letnikov od leta 1951 do 1970.